# Symbolistis
Symbolistis là một chi bướm đêm thuộc họ Gelechiidae.